# Westraltrachia derbyi
Westraltrachia derbyi är en snäckart som först beskrevs av Cox 1892.  Westraltrachia derbyi ingår i släktet Westraltrachia och familjen Camaenidae. Inga underarter finns listade i Catalogue of Life.